# Guy Garrigues
Guy Garrigues, né le 27 juin 1948 à Aubin (Aveyron), est un footballeur français. 

## Biographie
Après avoir débuté à la Jeunesse sportive d'Aubin et été formé au Toulouse FC, où il connaît des sélections en équipe de France junior et espoir, Garrigues est « transféré » au Red Star FC lors de la fusion des deux clubs en 1967. Il débute à Saint-Ouen sa carrière de footballeur, au poste d'ailier puis de défenseur côté droit. Il y reste douze saisons et en devient le capitaine.
En 1975, le Red Star est relégué. Garrigues rejoint l'Olympique lyonnais, avec lequel il est finaliste de la Coupe de France lors de sa première saison. Il arrête sa carrière en 1979.

## Statistiques
| Saison                | Club                  | Championnat           | Championnat | Championnat | Coupe(s) nationale(s) | Coupe(s) nationale(s) | Total | Total |
| Saison                | Club                  | Division              | M.          | B.          | M.                    | B.                    | M.    | B.    |
| 1967-1968             | Red Star              | D1                    | 13          | 2           | 1                     | 0                     | 14    | 2     |
| 1968-1969             | Red Star              | D1                    | 22          | 1           | 2                     | 0                     | 24    | 1     |
| 1969-1970             | Red Star              | D1                    | 22          | 0           | 2                     | 0                     | 24    | 0     |
| 1970-1971             | Red Star              | D1                    | 38          | 0           | 5                     | 0                     | 43    | 0     |
| 1971-1972             | Red Star              | D1                    | 37          | 0           | 5                     | 0                     | 42    | 0     |
| 1972-1973             | Red Star              | D1                    | 33          | 0           | 6                     | 0                     | 39    | 0     |
| 1973-1974             | Red Star              | D2                    | 28          | 0           | 3                     | 0                     | 31    | 0     |
| 1974-1975             | Red Star              | D1                    | 33          | 1           | 1                     | 0                     | 34    | 1     |
| 1975-1976             | Olympique lyonnais    | D1                    | 25          | 0           | 6                     | 0                     | 31    | 0     |
| 1976-1977             | Olympique lyonnais    | D1                    | 10          | 0           | -                     | -                     | 10    | 0     |
| 1977-1978             | Olympique lyonnais    | D1                    | 16          | 0           | 1                     | 0                     | 17    | 0     |
| 1978-1979             | Olympique lyonnais    | D1                    | 17          | 0           | -                     | -                     | 17    | 0     |
| Total sur la carrière | Total sur la carrière | Total sur la carrière | 294         | 4           | 32                    | 0                     | 326   | 4     |

Au Red Star il dispute un total de 253 matchs, dont 198 matchs et 4 buts en Division 1, un record pour le club audonien.

## Palmarès
- Finaliste de la Coupe de France en 1976 avec l'Olympique lyonnais
- Vainqueur du groupe B de Division 2 en 1974 avec le Red Star FC